# Švábské zrcadlo

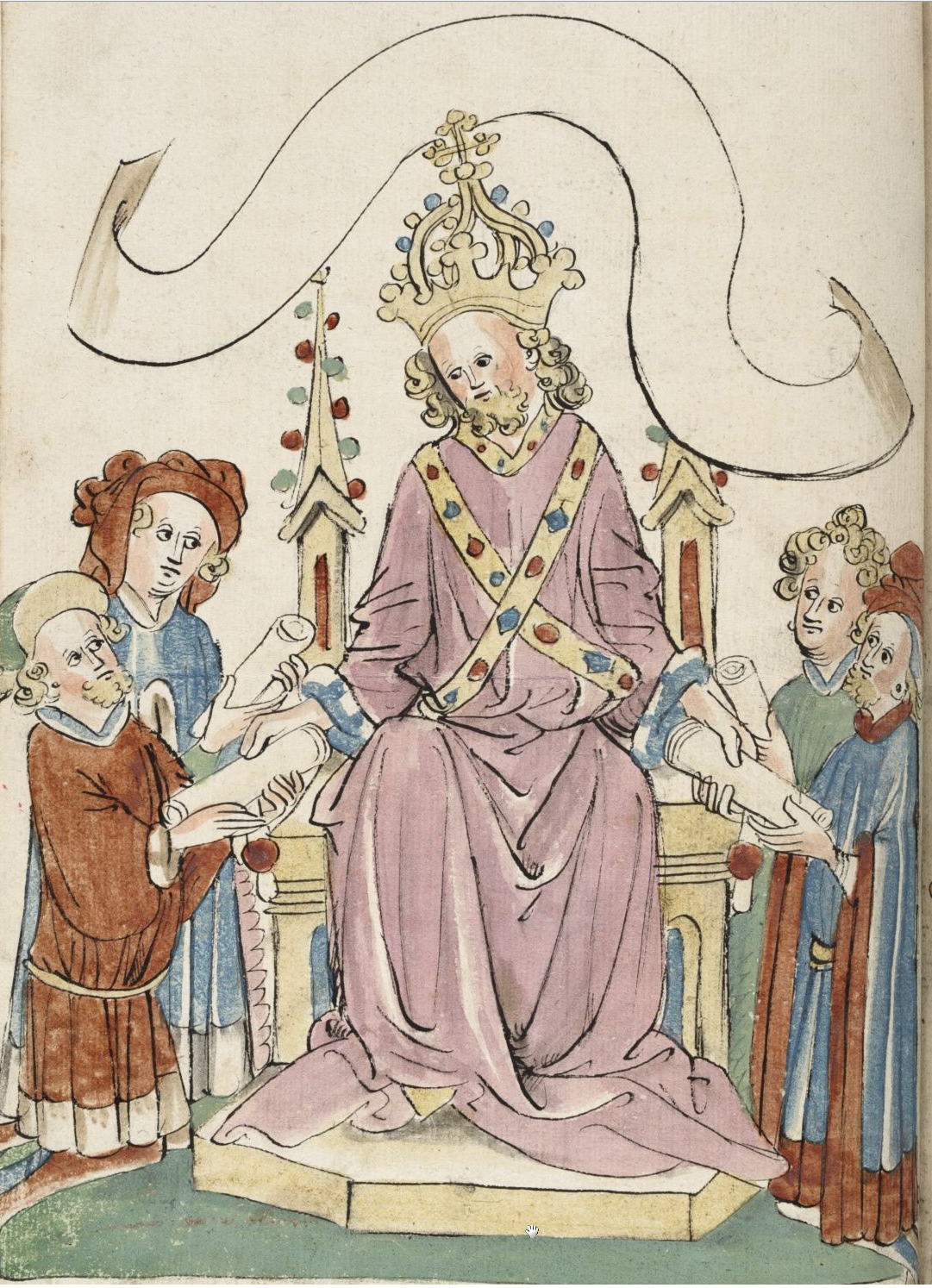
Karel Veliký jako zákonodárce Švábského zrcadla v exempláři z 15. století

Švábské zrcadlo (něm. Schwabenspiegel) je právní kniha sepsaná hornoněmecky jakýmsi augspurským františkánem v druhé polovině 13. století, která byla využívána hlavně v jihoněmecké oblasti.

## Historie
Švábské zrcadlo v obecných záležitostech vychází ze Saského zrcadla, resp. z na něho vycházejícího Deutschenspiegelu (Zrcadla německých lidí), ale autor svoje dílo obohacuje o zásady vycházející z Bible, římského, kanonického práva, franských kapitulářů a dalších pramenů. Je rozděleno, podobně jako Saské zrcadlo, na část věnovanou zemskému a část lennímu právu. Naopak ve vztahu papeže a císaře přiznává na rozdíl od severoněmeckého pojetí větší moc papeži. Zajímavé je pojednání o židovské přísaze, vlivem kanonického práva jsou také zakázána smíšená manželství. Dočkalo se překladu do latiny, francouzštiny a češtiny.
Název Švábské zrcadlo není původní, ale začalo se používat až od 17. století na návrh Melchiora Goldasta, předtím se používalo opisných názvů Land und Lechniensbuch, Kaiserrecht a Spiegel kaiserlichen und gemeinen Landechts.